# アウグスタ街道
アウグスタ街道（羅: Via Augusta）は、古代ローマ時代にヒスパニアを通っていたローマ街道のひとつ。Via Herculea や Via Exterior とも表記された。名称はアウグストゥスにちなんでいる。
イベリア半島南端部のガデス（現・カディス）を起点とし、主に地中海岸を通ってピレネー山脈を越え、ナルボ・マルティウス（現・ナルボンヌ）でドミティア街道に接続した。総距離は約1,500km。

## 歴史

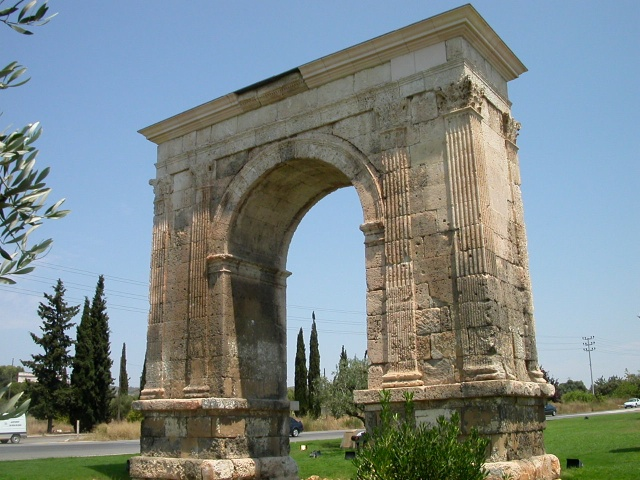
タラゴナにあるバラーの凱旋門

ローマ帝国がヒスパニアを征服するとその領域にも道路の建設を開始している。帝国中にローマ街道の道路網が張り巡らされ、「全ての道はローマに通ず」（ラテン語: omnes viae Romam ducunt）という格言も生まれている。ヒスパニアでもっとも重要な道路がアウグスタ街道である。紀元前16年から紀元前13年にはアウグストゥスがヒスパニアを訪れ、建設中のアウグスタ街道にも立ち寄った。この道路はローマ軍によって建設され、アウグストゥスに因んでアウグスタ街道と名付けられた。紀元前8年から紀元前2年にかけて、アウグストゥスはこの街道の改修を命じている。アウグスタ街道は主に商用利用される道路だった。
409年の後半頃には西ゴート族がヒスパニアに侵入し、道路を管理する者がいなくなった。アウグスタ街道の衰退がはじまり、410年にはローマ略奪が行われた。ローマ人は町の修復で忙しく、道路の再建を行う余裕がなかった。
今日ではスペインのN-340号線（国道）とA-7号線（高速道路）の2本の道路が、かつてのアウグスタ街道に沿って通っている。タラゴナには凱旋門であるバラーの凱旋門があり、今日の道路は凱旋門を挟むように二俣に分かれている。マントゥレイでは1289年に建設されたポン・ダル・ディアブルという橋でリュブラガート川を越えている。

## 通過した都市

紀元125年のイベリア半島の道路網

### 本線
| ローマ時代の名称     | ローマ時代の表記 | 現在の名称 |
| -------------------- | ---------------- | ---------- |
| ガデス               | Gades            | カディス   |
| カルタゴ・ノウァ     | Carthago Nova    | カルタヘナ |
| バレンティア         | Valentia         | バレンシア |
| サグントゥム         | Saguntum         | サグント   |
| タラコ               | Tarraco          | タラゴナ   |
| バルシロ             | Barcino          | バルセロナ |
| ゲルンダ             | Gerunda          | ジローナ   |
| ナルボ・マルティウス | Narbo Martius    | ナルボンヌ |

### 支線
| ローマ時代の名称     | ローマ時代の表記 | 現在の名称 |
| -------------------- | ---------------- | ---------- |
| ヒスパリス           | Hispalis         | セビリア   |
| コルドゥバ           | Corduba          | コルドバ   |
| エメリタ・アウグスタ | Emerita Augusta  | メリダ     |